# Rhynchozoon haha
Rhynchozoon haha är en mossdjursart som beskrevs av Hayward 1988. Rhynchozoon haha ingår i släktet Rhynchozoon och familjen Phidoloporidae. Inga underarter finns listade i Catalogue of Life.